# Gustaf "Husum" Jonsson
Karl Gustaf Jonsson, född 7 juli 1903 i Berglunda, Lycksele, död 30 juli 1990 i Bromma, Stockholm, var en svensk längdåkare som tävlade under 1920-talet.
Gustaf ”Husum” Jonssons levnadsbana ter sig ganska typisk. Som liten var han getarpojke, och som 16-åring började han i timmerskogen. Arbetet med yxa, barkspade och lyftkrok låg till grund för den kondition, som gjorde honom till en internationellt ryktbar skidåkare. Efter att ha vunnit SM tog han jobb på fabrik där han vantrivdes med monotonin.
Hans främsta merit är 50-kilometersloppet i OS i Sankt Moritz 1928, då han slutade på andra plats, 13 minuter och 27 sekunder efter segrande landsmannen "Särna" Hedlund. Det är för övrigt den största segermarginalen i den olympiska skidhistorien. På tredje plats i samma lopp kom en annan svensk, Volger Andersson.
Han är mest känd under smeknamnet Husum som han fick efter sitt klubbyte år 1926. Det för att särskilja honom från en annan samtida skidåkare med samma namn. Åren 1921-1926 tävlade han för Lycksele IF (med undantag för 1924 då han tävlade för I 19:s IF Boden).

## "Husums" skidvalla
Gustaf ”Husum” Jonsson drog sig till minnes barndomens tjärdalar och hur lämpligt den dagbrända tjäran fungerade som grundvalla för skidor. Fick tjäran kokas lagom länge utan att övergå i beck, så kom terpentinerna och hartserna till sin rätt. ”Husum” började med framgång tillverka och sälja sin valla på en ytterst konkurrensutsatt marknad. Hans köldvalla tävlade mot svåra rivaler med slagkraftiga namn som "Vargbett", "Lappglid# och "Strål-Lasses skidvalla".
Fabriksproduktionen avvek inte så särskilt mycket från äldre framställningsmetoder. De tjärbaserade produkter som ”Husum” använde omnämns redan i Johannes Schefferus historiska betraktelse över Lappland från 1673. Liknande metoder förekommer flera gånger i 1700-talslitteraturen. Där nämns även att ister och talg förbättrade skidornas glid.